# PINK SAPPHIRE
PINK SAPPHIRE（ピンクサファイア）は、1990年代に活動した女性4人組の日本のロックバンド。オーディション番組『三宅裕司のいかすバンド天国』に出場したことを切っ掛けに人気に火が付き、ハミングバードからメジャー・デビューした。

## メンバー
| 名前                      | 生年月日               | 出身地         | 担当     | 備考                                                            |
| ------------------------- | ---------------------- | -------------- | -------- | --------------------------------------------------------------- |
| 塚田彩湖（つかだ あやこ） | 1969年7月28日（55歳）  | 愛知県名古屋市 | ボーカル |                                                                 |
| 鈴木孝子（すずき たかこ） | 1967年8月3日（56歳没） | 東京都         | ギター   | 本名：宮川孝子（旧姓：鈴木） 2023年12月12日、乳がんのため死去。 |
| 石田美紀（いしだ みき）   | 1969年12月9日（55歳）  | 東京都         | ベース   |                                                                 |
| 菊野晴泉（きくの はるみ） | 1968年10月26日（56歳） | 東京都         | ドラム   |                                                                 |

### 元メンバー
| 名前   | 生年月日 | 出身地 | 担当     | 備考         |
| ------ | -------- | ------ | -------- | ------------ |
| KANAKO |          |        | ボーカル | 結成メンバー |
| YANMI  |          |        | ギター   | 結成メンバー |
| MAYU   |          |        | ボーカル | 1994年加入   |

## 来歴
1989年 - 1990年にかけバンドブームを呼んだ深夜番組、平成名物TV「三宅裕司のいかすバンド天国」（TBSテレビ）の1989年5月20日放送回に出場。折しもガールズバンドブームの波に乗り、注目を集める。番組内ではチャレンジャー止まりであったが、レコード会社からスカウトを受ける。メジャーデビューに向けレコーディングをしていたが、完了する前にボーカルのKANAKOとギターのYANMIが脱退。レコード会社がタレント養成所ジャパン・アーチスト・オフィスに在籍していた塚田をスカウトし、新ボーカリストとして加入させる。塚田のボーカルで改めてレコーディングが進められた。
1990年7月、シングル「P.S. I LOVE YOU」でメジャー・デビュー。同曲はフジテレビ系ドラマ『キモチいい恋したい!』主題歌に使用されスマッシュヒット、オリコンチャート最高2位を獲得する。オリコン・エンタテインメントが刊行する「オリコン・ウィークリー」1992年3月30日号で表紙を飾る。同年、第5回日本ゴールドディスク大賞においてベスト5ニュー・アーティストに選出される。第23回日本有線大賞で優秀新人賞を受賞。
1994年、塚田が結婚を機に脱退し、新ボーカリスト・MAYUを迎えて活動するが、1995年活動休止。MAYU在籍時の楽曲は音源化されていない。
2012年10月某日、鈴木の住む東京・下町にてメンバー4人が10数年振りに揃って再会した。
2013年4月21日、東京・池袋のライブダイニングバーにて約20年ぶりにボーカル塚田とギター鈴木が同じステージに立った。急に組まれたイベントだったため石田と菊野は演奏していないが会場には姿を見せ、往年のファンはメンバーとの交流を楽しんだ。「P.S. I LOVE YOU」「抱きしめたい」などを演奏し沸かせた。11月、塚田が大阪にある芸能プロダクション「株式会社ことだま」に正式所属。
2014年4月26日、約20年ぶりに再結成。渋谷DUO MUSIC EXCHANGEにてライブを行う。
2015年9月22日、デビュー25周年記念ライブを渋谷O-WESTで行う。
2015年4月29日、ロックイベントNAONのYAON2015に出演。9月22日、デビュー25周年記念ライブを渋谷O-WESTで行う。
2017年7月1日、『THE MUSIC DAY 願いが叶う夏』（日本テレビ系）に出演。
2023年5月13日、DANCE HALL 新世紀にてラストライブを行い、活動を停止。菊野は都合により不参加であったため、元RABBITの林利樹がサポートドラマーとして参加した。
同年12月12日、ギターの鈴木が乳がんにより死去。56歳没。訃報は同年12月22日にバンドの公式SNSで発表された。

## 補足
バンド名を決めるにあたり、ドラムの菊野の好きな色・ピンクに、誕生石を組み合わせる案が出た。1月から順に並べていき、9月の誕生石・サファイアとの組み合わせがメンバー内で一番人気となったため決定した（初めからファンシーカラーサファイアを選んだわけではない）。因みに2番人気はダイヤモンドであった。
ボーカルの塚田は加入前にタレントスクール「ジャパン・アーチスト・オフィス」に通い渡瀬マキ（当時は渡瀬麻紀）や久宝留理子らとレッスンを受けていた。久宝とはスクールの同期であり、デビュー後も親交があり、久宝のラジオ番組に出演したこともある。結婚後は芸能界から引退し専業主婦として生活。一時、弁護士の夫と子供とアメリカで暮らしていたが、今は大阪に在住。
ベースの石田は1998年「LIKE UNCOLORED VELVET」という3人組バンドで再デビューしている。相川七瀬のバックバンドも務めた。
ギターの鈴木は、MAX、安西ひろこ、槙健一などのツアーサポート、野村義男率いるバンド「FUNK ROCKET」に在籍。TBSの『はなまるマーケット』2010年7月19日放送分の企画「海の日SP!激うまレシピの夏祭り!!キュウリ料理選手権」に、結婚後の本名である「宮川孝子」名義でVTR出演した。この企画で紹介されたオリジナル料理「かっぱドッグ」でトップに立ち、優勝を果たした。

## ディスコグラフィー

### シングル
| #                      | 発売日         | タイトル               | c/w                  | 規格           | 規格品番       |                |
| ハミングバード         | ハミングバード | ハミングバード         | ハミングバード       | ハミングバード | ハミングバード | ハミングバード |
| ---------------------- | -------------- | ---------------------- | -------------------- | -------------- | -------------- | -------------- |
| 1st                    | 1990年7月25日  | P.S. I LOVE YOU        | 5番目の季節          | 8cmCD          | HBDL-2045      |                |
| 2nd                    | 1990年11月7日  | 抱きしめたい           | Pink／White X'mas    | 8cmCD          | HBDL-2052      |                |
| 3rd                    | 1991年1月30日  | HELLO GOODBYE          | Bye Bye バレンタイン | 8cmCD          | HBDL-2059      |                |
| 4th                    | 1991年5月29日  | ハッピーの条件。       | 微笑をかかえて       | 8cmCD          | HBDL-2065      |                |
| 5th                    | 1991年10月9日  | オールウェザー・ガール | SMILE                | 8cmCD          | HBDL-2068      |                |
| 6th                    | 1992年3月25日  | TOMORROW               | POWER OF LOVE        | 8cmCD          | HBDL-1009      |                |
| 7th                    | 1992年10月21日 | For the Earth          | Begin                | 8cmCD          | HBDL-1016      |                |
| マイカルハミングバード |                |                        |                      |                |                |                |
| 8th                    | 1993年2月24日  | クラスメイト           | Only Lonely Girl     | 8cmCD          | HBDL-1016      |                |

### アルバム

#### オリジナル・アルバム
|                        | 発売日         | タイトル           | 規格           | 規格品番       |
| ハミングバード         | ハミングバード | ハミングバード     | ハミングバード | ハミングバード |
| ---------------------- | -------------- | ------------------ | -------------- | -------------- |
| 1st                    | 1991年2月21日  | From Me To You     | CD             | HBCL-7045      |
| 2nd                    | 1991年11月6日  | Happy Together     | CD             | HBCL-8001      |
| 3rd                    | 1992年5月21日  | Today and Tomorrow | CD             | HBCL-8011      |
| マイカルハミングバード |                |                    |                |                |
| 4th                    | 1993年4月21日  | Birthday           | CD             | HBCL-8016      |

#### ミニ・アルバム
|                | 発売日         | タイトル        | 規格           | 規格品番       |
| ハミングバード | ハミングバード | ハミングバード  | ハミングバード | ハミングバード |
| -------------- | -------------- | --------------- | -------------- | -------------- |
| 1st            | 1990年9月26日  | P.S. I LOVE YOU | CD             | HBCL-7035      |

#### ベスト・アルバム
|                                | 発売日                 | タイトル                            | 規格                   | 規格品番               |
| マイカルハミングバード         | マイカルハミングバード | マイカルハミングバード              | マイカルハミングバード | マイカルハミングバード |
| ------------------------------ | ---------------------- | ----------------------------------- | ---------------------- | ---------------------- |
| 1st                            | 1992年12月10日         | BEST FOR YOU〜Single Collection     | CD                     | HBCL-8601              |
| ワーナーミュージック・ジャパン |                        |                                     |                        |                        |
| 2nd                            | 2011年5月11日          | GOLDEN☆BEST 〜P.S. I LOVE YOU〜     | CD                     | WPCL-10950             |
| 3rd                            | 2024年6月19日          | ゴールデン☆ベスト BEST FOR YOU 2024 | CD                     | WPCL-200010            |

### 映像作品
- GIV VOL.2 〜APRIL.1989（1989年） 発売元：ROCK VIDEO HOUSE GIV
- P.S. I LOVE YOU（1990年） ビデオクリップ
- Roll Up! 〜渋谷公会堂LIVE（1991年）
- CLIPS 1（1991年） ビデオクリップ

### サウンドトラック
- ラブ・テロリスト（1993年10月27日）※AYAだけ塚田彩湖名義で参加
- 同・級・生〜すてきな片想い（1997年2月1日）

### CD-BOX
|          | 発売日        | タイトル                                     | 規格     | 規格品番      |
| ブリッジ | ブリッジ      | ブリッジ                                     | ブリッジ | ブリッジ      |
| -------- | ------------- | -------------------------------------------- | -------- | ------------- |
| 1st      | 2019年4月24日 | Completed Collection HUMMING BIRD Recordings | SHM-CD   | BRIDGE-272BOX |

## 出演番組
- ピンクサファイアのチャレンジポップランド（文化放送）

### 書籍
- ピンク・サファイア スタンド・アップ！（1991年12月、JICC出版局 著者：川村恭子、宝島編集部）ISBN 4-7966-0232-1
- バンドスコア ピンクサファイア/PS I LOVE YOU（1998年12月10日、ドレミ楽譜出版社）ISBN 4-8108-3715-7
- バンドピース ピンクサファイア/PS I LOVE YOU（1998年12月10日、ドレミ楽譜出版社）ISBN 4-8108-4214-2
- バンドピース ピンクサファイア/抱きしめたい（1998年12月10日、ドレミ楽譜出版社）ISBN 4-8108-4216-9

## タイアップ一覧
| 使用年 | 曲名                                | タイアップ                                                                                 |
| ------ | ----------------------------------- | ------------------------------------------------------------------------------------------ |
| 1990年 | P.S. I LOVE YOU                     | フジテレビ系 月9ドラマ『キモチいい恋したい!』主題歌                                        |
| 1990年 | 抱きしめたい                        | JR東日本'91スキーキャンペーンソング                                                        |
| 1991年 | HELLO GOODBYE                       | フジテレビ系『なるほど!ザ・ワールド』エンディングテーマ                                    |
| 1991年 | From Me To You（あきらめちゃダメ!） | 福武書店「進研ゼミ 中学講座」CMソング                                                      |
| 1991年 | ハッピーの条件。                    | リクルート「とらばーゆ」'91春のキャンペーンソング                                          |
| 1991年 | オールウェザー・ガール              | 横浜ゴム「ガーデックス」CMソング                                                           |
| 1992年 | TOMORROW                            | テレビ朝日系バラエティー『Bin Bin House』エンディングテーマ                                |
| 1992年 | For the Earth                       | 日本青年会議所主催「地球の応援歌」グランプリ作品                                           |
| 1992年 | P.S. I LOVE YOU                     | ハドソン PCエンジン用ゲーム「銀河お嬢様伝説ユナ」挿入歌                                    |
| 1993年 | クラスメイト                        | 毎日放送・TBS系『たけし、所のスーパーバラエティー ドラキュラが狙ってる』エンディングテーマ |

### その他
- マイカル サティ店内放送クロージングBGM - 「Puzzle Fantasy」演奏

## TOUR
- HELLO P.S. SPRING TOUR（1991年）
- ライブを見ずにはいられない！（1992年）
- GOOD LUCK！（1993年）